# (6462) Myougi
(6462) Myougi  es un asteroide perteneciente al cinturón exterior de asteroides, descubierto el 9 de enero de 1994 por Takao Kobayashi desde el Observatorio de Ōizumi, en Japón.

## Designación y nombre
Myougi se designó inicialmente como 1994 AF2.
Más adelante, en 2003 fue nombrado por una de las Tres Montañas Jomo, el monte Myōgi, a 1104 m sobre el nivel del mar y creado por la actividad volcánica, se encuentra en la parte suroeste de la prefectura de Gunma.

## Características orbitales
Myougi orbita a una distancia media del Sol de 3,206 ua, pudiendo acercarse hasta 3,020 ua y alejarse hasta 3,391 ua. Tiene una excentricidad de 0,058 y una inclinación orbital de 16,406° grados. Emplea en completar una órbita alrededor del Sol 2096,53 días.
El próximo acercamiento a la órbita de Júpiter ocurrirá  el 7 de junio de 2174.

## Características físicas
Su magnitud absoluta es 12,61. Tiene 21,465 km de diámetro. Su albedo se estima en 0,059.